# كليمنت غوردون
كليمنت غوردون (بالإنجليزية: Clemente Gordon)‏ هو لاعب كرة قدم أمريكية أمريكي، ولد في 14 أغسطس 1967.

## وصلات خارجية
- كليمنت غوردون على موقع JustSportsStats.com (الإنجليزية)